# Henri Châtin Hofmann
Henri Châtin Hofmann (auch Henri Chatin-Hofmann, eigentlich Heinrich Victor Agricola Hofmann, * 25. Mai 1900 in Baltimore; † 7. Januar 1961 ebenda) war ein US-amerikanischer Tänzer.

## Leben
Hofmann wurde als eins von vier Kindern und einziger Sohn des deutsch-amerikanischen Pastors der Zionskirche Julius Hofmann (1865–1928) und seiner Frau Adele, geb. Châtin, geboren. Bei seiner Konfirmation 1915 bestand er auf der Änderung seines Vornamens und nahm den Geburtsnamen seiner Mutter als Mittelnamen an.
In den 1920er Jahren kam er nach Berlin. Hier wurde er am 10. September 1924 der dritte Ehemann der Tänzerin Anita Berber. In Berlin erregten sie Aufsehen mit einer völlig nackt getanzten Live-Tanzeinlage in einer Filmvorführung von Dantes Göttlicher Komödie im Capitol-Lichtspielhaus. Gemeinsam unternahm das Paar mehrere, von Skandalen überschattete Tourneen mit ihrem Programm Tänze der Erotik und der Ekstase, bis Anita Berber 1928 in Damaskus zusammenbrach und vier Monate später in Berlin starb.
Klaus Mann beschreibt das Paar einfühlsam in seinem Nachruf auf Anita Berber in der Zeitschrift „Die Bühne“ (1930).
Henri kehrte nach Anita Berbers Tod in die USA zurück und versuchte eine eigene Karriere als creative dancer. Viele Jahre verbrachte er als Patient in Spring Grove, einem State Hospital bei Baltimore, wo er Anfang 1961 starb. Er ist auf dem Western Cemetery in Baltimore begraben.